# Draft 1960 de la NBA
1959 1961
La draft 1960 de la NBA est la 14e draft annuelle de la National Basketball Association (NBA), se déroulant en amont de la saison 1960-1961. Elle s'est tenue le 11 avril 1960 à New York. Elle est organisée en 21 tours et 100 joueurs ont été sélectionnés,.
Lors de cette draft, 8 équipes de la NBA choisissent à tour de rôle des joueurs évoluant au basket-ball universitaire américain. Un joueur qui a terminé son cursus de quatre ans à l’université est admissible à la sélection. Si un joueur quitte l’université plus tôt, il n'est pas éligible pour la sélection jusqu’à ce qu'il ait obtenu son diplôme. Les deux premiers choix de la draft se décident entre les deux équipes arrivées dernières de leur division lors de la saison 1959-1960. Les équipes NBA avaient la possibilité, avant la draft, de sélectionner un joueur qui venait d'un lycée à moins de 80 kilomètres de la ville et abandonnèrent alors leur premier choix, il s'agit du territorial pick.
Les Lakers de Minneapolis participent à la draft, mais sont délocalisés à Los Angeles pour devenir les Lakers de Los Angeles juste avant la saison régulière.
Le premier choix de la draft est Oscar Robertson, sélectionné par les Royals de Cincinnati, et remporte le titre de NBA Rookie of the Year.
Quatre futurs membres du Basketball Hall of Fame ont été sélectionnés au premier tour (Oscar Robertson, Jerry West, Lenny Wilkens et Tom Sanders) et Al Attles qui a été sélectionné au 5e tour de la draft.

## Draft
| ^ | Signale un joueur qui a été intronisé au Basketball Hall of Fame                        |
| + | Signale un joueur qui a été sélectionné pour au moins un match annuel NBA All-Star Game |
| m | Signale un joueur qui a remporté le titre de MVP au cours de sa carrière                |
| R | Signale le joueur qui a remporté le titre de NBA Rookie of the Year                     |

### Premier tour
| Rang | Joueur               | Nationalité | Équipe NBA               | Université/Lycée/Club |
| ---- | -------------------- | ----------- | ------------------------ | --------------------- |
| TP/1 | Oscar Robertson^ m R | États-Unis  | Royals de Cincinnati     | Cincinnati            |
| 2    | Jerry West^          | États-Unis  | Lakers de Minneapolis    | West Virginia         |
| 3    | Darrall Imhoff+      | États-Unis  | Knicks de New York       | California            |
| 4    | Jackie Moreland      | États-Unis  | Pistons de Détroit       | Louisiana Tech        |
| 5    | Lee Shaffer+         | États-Unis  | Nationals de Syracuse    | North Carolina        |
| 6    | Lenny Wilkens^       | États-Unis  | Hawks de Saint-Louis     | Providence            |
| 7    | Al Bunge             | États-Unis  | Warriors de Philadelphie | Maryland              |
| 8    | Tom Sanders^         | États-Unis  | Celtics de Boston        | NYU                   |

### Deuxième tour
| Rang | Joueur         | Nationalité | Équipe NBA               | Université/Lycée/Club |
| ---- | -------------- | ----------- | ------------------------ | --------------------- |
| 9    | Jay Arnette    | États-Unis  | Royals de Cincinnati     | Texas                 |
| 10   | Dave Budd      | États-Unis  | Knicks de New York       | Wake Forest           |
| 11   | Kelly Coleman  | États-Unis  | Knicks de New York       | Kentucky Wesleyan     |
| 12   | Ron Johnson    | États-Unis  | Pistons de Détroit       | Minnesota             |
| 13   | Wilbur Trosch  | États-Unis  | Nationals de Syracuse    | St. Francis           |
| 14   | Frank Radovich | États-Unis  | Hawks de Saint-Louis     | Indiana               |
| 15   | Bill Kennedy   | États-Unis  | Warriors de Philadelphie | Temple                |
| 16   | Leroy Wright   | États-Unis  | Celtics de Boston        | Pacific               |

### Troisième tour
| Rang | Joueur      | Nationalité | Équipe NBA               | Université/Lycée/Club |
| ---- | ----------- | ----------- | ------------------------ | --------------------- |
| 17   | Ralph Davis | États-Unis  | Royals de Cincinnati     | Cincinnati            |
| 18   | Jim Hagan   | États-Unis  | Lakers de Minneapolis    | Tennessee Tech        |
| 19   | Bob McNeill | États-Unis  | Knicks de New York       | St. Joseph's (PA)     |
| 20   | Frank Case  | États-Unis  | Pistons de Détroit       | Dayton                |
| 21   | Joe Roberts | États-Unis  | Nationals de Syracuse    | Ohio State            |
| 22   | Fred LaCour | États-Unis  | Hawks de Saint-Louis     | San Francisco         |
| 23   | Bob Mealy   | États-Unis  | Warriors de Philadelphie | Manhattan             |
| 24   | Mike Graney | États-Unis  | Celtics de Boston        | Notre Dame            |

### Joueur notable sélectionné plus bas
| Rang | Joueur     | Nationalité | Équipe NBA               | Université/Lycée/Club |
| ---- | ---------- | ----------- | ------------------------ | --------------------- |
| 39   | Al Attles^ | États-Unis  | Warriors de Philadelphie | North Carolina A&T    |

### Note
1. ↑  Le 24 janvier 1960, les Knicks de New York acquièrent Dick Garmaker et un second tour de draft des Lakers de Los Angeles, en échange de Ray Felix et un quatrième tour de draft. Les Knicks utilisent ce second tour pour sélectionner Dave Budd.